# Пау-Бразил (Баия)
Пау-Бразил (порт. Pau Brasil)  —  муниципалитет в Бразилии, входит в штат Баия. Составная часть мезорегиона Юг штата Баия. Входит в экономико-статистический микрорегион Ильеус-Итабуна. Население составляет 10 765 человек на 2006 год. Занимает площадь 609,505 км². Плотность населения — 17,7 чел./км².

## Статистика
- Валовой внутренний продукт на 2003 год составляет 29 035 881,00 реалов (данные: Бразильский институт географии и статистики).
- Валовой внутренний продукт на душу населения на 2003 год составляет 2457,96 реалов (данные: Бразильский институт географии и статистики).
- Индекс развития человеческого потенциала на 2000 год составляет 0,600 (данные: Программа развития ООН).